# Brettus adonis
Brettus adonis är en spindelart som beskrevs av Simon 1900. Brettus adonis ingår i släktet Brettus och familjen hoppspindlar. Inga underarter finns listade.